# Żelazny Jan
Żelazny Jan (niem. Eisenhans) – baśń braci Grimm opublikowana w 1815 roku w drugim tomie ich zbioru Baśni (nr 136).

## Treść[1]
W pewnym królestwie znajdował się las pełen zwierzyny. Od pewnego jednak czasu, każdy myśliwy, który się do niego zapuścił, ginął bez śladu. Król zarządzał poszukiwania, ale kolejne grupy myśliwych przepadały bez śladu. Potem nikt już nie ważył się wejść do tego lasu. Parę lat później pojawił się myśliwy, który wyraził gotowość podjąć się tego zadania i wszedł do lasu. Kiedy wraz z psem stanął nad brzegiem bajora, z wody wynurzyło się ramię i wciągnęło psa w topiel. Myśliwy wrócił i wezwał pomoc. Z pomocą trzech innych ludzi, spuścili wodę z bajora. Na dnie leżał dziki człowiek o ciele brązowym jak żelazo. Mężczyźni związali go i zaprowadzili przed oblicze króla, który kazał uwięzić go w klatce, grożąc śmiercią każdemu, kto go uwolni. Las był znowu bezpieczny.
Mijały lata. Pewnego dnia ośmioletni syn króla bawił się piłką i ta wpadła mu do klatki. Dziki człowiek, obiecał zwrócić mu piłkę, ale pod warunkiem że go uwolni. Kiedy królewicz wręczył mu klucz, dziki człowiek uciekł do lasu, porywając ze sobą chłopca. Oświadczył mu, że nie zobaczy już rodziców, ale ponieważ go uwolnił z klatki, będzie go dobrze traktował i nigdy nie zabraknie mu złota i srebra, o ile będzie mu posłuszny. Kazał się nazywać Żelaznym Janem. Wyznaczył mu zadanie pilnowanie magicznej studni. Królewicz miał pilnować, by nic do niej nie wpadło, ale chłopiec nieroztropnie jednego dnia wsadził do niej palec, który natychmiast stał się złoty a drugiego wpadł mu włos, który też zamienił się w złoto. Wreszcie trzeciego dnia niechcący zanurzył swoje włosy w studni, tak że jego czupryna stał się złota. Żelazny Jan był niezadowolony z pracy królewicza i kazał mu się wynosić, ale przez wdzięczność za uwolnienie obiecał, że jeśli będzie w potrzebie i zawoła Żelazny Jan – on przybędzie na pomoc.
Wypędzony królewicz udał się do najbliższego miasta w sąsiednim królestwie w poszukiwaniu pracy. Ponieważ niewiele umiał, zatrudnił się jako pomoc kucharza, na królewskim dworze, gdzie wykonywał najgorsze prace. Kiedy zanosił dania na królewski stół, król zażądał, by zdjął nakrycie głowy. Kiedy on, nie chcąc pokazywać swoich złotych włosów, oświadczył, że ma strupa na głowie, oburzony król, kazał go zwolnić. Jednak kucharz, kierując się litością, zatrudnił chłopca jako ogrodnika z dala od ludzi.
Podczas pracy w ogrodzie, królewicz zdjął kapelusz, co wypatrzyła z okna księżniczka. Zaintrygowana jego włosami, które lśniły jak złoto, zażądała, by przyniósł jej bukiet kwiatów do komnaty. W komnacie zdjęła mu kapelusz i obejrzała z bliska jego włosy, które wydawały się jej piękne. Kiedy chciał odejść dała mu pieniądze za kwiaty. Rozkazała mu, by przyszedł znowu z kwiatami następnego dnia.
Jakiś czas później wybuchła wojna. Królestwo zostało napadnięte przez potężnego wroga. Król wraz z armią wyruszył naprzeciw najeźdźcy. Królewicz-ogrodnik także chciał się zaciągnąć do armii, ale został wyśmiany. Na urąganie dano mu kulawego konia i kazano iść za wojskiem. Wówczas królewicz udał się do ciemnego lasu i zawołał Żelaznego Jana. Poprosił go o dobrego konia, ale Jan dał mu nie tylko konia, ale duży oddział zbrojnych rycerzy. Na czele tej grupy, królewicz ruszył na pole bitwy, gdzie znaczna część ludzi króla już poległa. Kiedy wydawało się, że królestwo spotka klęska, królewicz ze swoimi ludźmi natarł na wroga, rozbijając jego armię. Po zwycięstwie powrócił do Żelaznego Jana i oddał jego konia i ludzi. Do domu wrócił na swoim kulawym.
Tymczasem król, nie wiedząc komu zawdzięcza ocalenie królestwa, zarządził wielką trzydniową ucztę. Liczył na to, że tajemniczy rycerz zjawi się na niej, by złapać złote jabłko, które królewna, jego córka, miała rzucać każdego dnia. Królewicz zapragnął złapać to jabłko. Udał się do Żelaznego Jana, który obiecał pożyczyć mu zbroję. Każdego dnia królewicz był na uczcie w innej zbroi (czerwonej, białej i czarnej). Zawsze udawało mu się złapać złote jabłko, rzucane przez królewnę, ale przed końcem uczty zawsze wychodził, tak, że nikt nie mógł go rozpoznać. Trzeciego dnia król kazał go przyprowadzić do siebie, jednak ludzie króla nie mogli go doścignąć. Jeden z ludzi króla zdołał tylko zranić go w nogę. Wtedy królewicz zgubił hełm i wszyscy spostrzegli, że ma złote włosy, o czym powiadomili króla.
Następnego dnia królewna spytała pracujących w ogrodzie o chłopca, który przynosił jej kwiaty, i który też miał złote włosy. Odpowiedzieli, że chwalił się dzieciom, że był na uczcie, i pokazał im złote jabłka, które tam rzekomo wygrał. Królewna opowiedziała o tym ojcu, który kazał go wezwać. Okazało się, że ogrodnik ma przy sobie trzy złote jabłka oraz ranę na nodze. Król zapytał, czy to on wystąpił na uczcie w trzech różnych zbrojach, a kiedy ogrodnik potwierdził, król zapytał go, kim jest. Kiedy królewicz przyznał się, że jest synem króla z sąsiedniego kraju, i że zjawił się na uczcie z miłości do królewny, król wyraził zgodę na ich ślub, co ucieszyło też królewnę.
Na weselu zjawili się rodzice królewicza, którzy sądzili, że ich syn nie żyje. Teraz cieszyli się jego szczęściem. Potem przybył inny potężny król, który powiedział, że to on był Żelaznym Janem. Jednak wskutek klątwy stał się dzikim człowiekiem z lasu. Dzięki królewiczowi klątwa została teraz z niego zdjęta, za co jest wdzięczny.

## Ekranizacje
- Baśnie braci Grimm (Człowiek z żelaza – odcinek 18, seria 2) – japoński serial animowany (1987-1988)
- Baśnie Braci Grimm: Simsala Grimm (odcinek 48, seria 3) – niemiecki serial animowany z lat 1999-2000
- Żelazny Jan – niemiecki film z 2011 roku